# Rastworowo (obwód kurski)
Rastworowo (ros. Растворово) – wieś (ros. деревня, trb. dieriewnia) w zachodniej Rosji, w sielsowiecie bolszesołdatskim rejonu bolszesołdatskiego w obwodzie kurskim.

## Geografia
Miejscowość położona jest nad rzeką Worobża, 9 km od centrum administracyjnego sielsowietu bolszesołdatskiego i całego rejonu (Bolszoje Sołdatskoje), 69 km od Kurska.
W granicach miejscowości znajdują się ulice: Zariecznaja, Ługowaja, Nikolskaja.

## Demografia
W 2010 r. miejscowość zamieszkiwały 72 osoby.